# Populizm penalny
Populizm penalny – zjawisko kształtowania przepisów karnych z ograniczonym udziałem ekspertów, pod wpływem emocji, w oparciu o przekonania powstałe na skutek doniesień medialnych. Charakteryzuje się surowym nastawieniem do przestępczości, a także brakiem współczucia dla sprawców przestępstw. Prawo tworzone na skutek populizmu penalnego zazwyczaj ma charakter doraźny, represyjny i nakierowane jest na niszczenie przestępczości.
Populizm penalny zaliczany jest do koncepcji należących do antyintelektualizmu. Często wykorzystywany jako narzędzie uzyskiwania poparcia politycznego.